# Jeux du Commonwealth Australie
L'association Jeux du Commonwealth Australie, en anglais Commonwealth Games Australia (CGA), est l’organisme qui est responsable du mouvement australien des Jeux du Commonwealth et notamment de la sélection des athlètes qui représentent le pays à cette compétition tout comme pour les Jeux de la Jeunesse du Commonwealth.
Pour beaucoup de pays, l'association des Jeux du Commonwealth (AJC) est porté par le comité national olympique (CNO) quand il existe. Comme le Canada avec le Commonwealth Games Canada, la structure est différente du Comité olympique australien. La CGA est membre de la Fédération des Jeux du Commonwealth.
Avant 2016, l'organisme s'est autrefois dénommé Australian Commonwealth Games Association (ACGA) mais l'ensemble de la charte visuelle a été repensé en préparation des jeux de Gold Coast
L'organisation est composée de membres issus des organisations sportives nationales et ne reçoit aucun financement du gouvernement fédéral

## Organisateur des Jeux
- 1938: Jeux de l'Empire britannique de Sydney, Nouvelle-Galles du Sud
- 1962: Jeux de l'Empire britannique et du Commonwealth de Perth, Australie-Occidentale
- 1982: Jeux du Commonwealth de Brisbane, Queensland
- 2004: Jeux de la Jeunesse du Commonwealth de Bendigo, Queensland
- 2006: Jeux du Commonwealth de Melbourne, Victoria
- 2018: Jeux du Commonwealth de Gold Coast, Queensland